# Don Taylor
Don Taylor, właśc. Donald Ritchie Taylor (ur. 13 grudnia 1920 we Freeport w stanie Pensylwania, zm. 29 grudnia 1998 w Los Angeles) – amerykański reżyser i aktor filmowy.

## Filmografia
Reżyser:
- Prawo Burke’a (1963–1965, 8 odcinków)
- Pięciu uzbrojonych mężczyzn (1969)
- Ucieczka z Planety Małp (1971)
- Tom Sawyer (1973)
- Echa pewnego lata (1976)
- Wyspa doktora Moreau (1977)
- Omen II (1978)
- Jeszcze raz Pearl Harbor (1980)
- Tragiczne manewry (1981)
- Brylantowa pułapka (1988)

Aktor:
- Pieśń mordercy (1947) jako Buddy Hollis
- Nagie miasto (1948; znany także pod tytułem Miasto bez maski) jako Jimmy Halloran
- Pole bitwy (1949) jako Standiferd
- Zasadzka (1950) jako porucznik Linus Delaney
- Ojciec panny młodej (1950) jako Buckley Dunstan
- Kłopotliwy wnuczek (1951) jako Buckley Dunstan
- Stalag 17 (1953) jako porucznik James Dunbar
- Jutro będę płakać (1955) jako Wallie
- Prawo Burke’a (1964, 2 odcinki, różne role)

## Życie prywatne
Był dwukrotnie żonaty. Aktorka Phyllis Avery była jego żoną w latach 1944-55, mieli dwie córki. Z aktorką Hazel Court związany był od 1964 do swej śmierci w 1998. Z tego małżeństwa miał syna i córkę.
Taylor zmarł na zawał serca w wieku 78 lat.